# 小鳥翔太
小鳥 翔太（おどり しょうた）は社交ダンスのイベントプロデューサー、フォトグラファー、ボールルームダンサーである。

## 略歴
新潟県上越市出身、東京都在住。
Webサイト「ダンスマガジンAudrey」編集長、ダンスイベントプロデューサー。
競技ダンス漫画「背すじをピン!と〜鹿高競技ダンス部へようこそ〜」（週刊少年ジャンプ）ダンス監修。「新しい地図」が企画する「#72振り付けてみた」にて、優秀作品賞受賞。
舞台・漫画・コスプレ・アイドル・バスケットボールなど、他ジャンルとのコラボレーションを得意とし、数々のイベントを主催。
また、社交ダンス未経験者やメディア＆芸能関係者へ向けた体験型ダンスイベントを開催するなど、多方面から社交ダンスの普及活動に尽力を続ける。

## 企画
- ダンスパーティーAudrey
  - Vol.0[1]…会場：チャコット勝どきスタジオ／主な出席者：キンタロー。、市來玲奈、横田卓馬、架神恭介、進藤学、街子、春野恵、齋藤匠、中路靖二郎、ステッピー／司会：黒田知沙
  - Vol.1[2]…会場：ファーストプレイス東京／出演：山本匠晃、市來玲奈、ステッピー／司会：黒田知沙
  - Vol.2[3]…会場：チャコットダンスキューブ勝どき／主な出席者：華耀きらり、岡田サリオ、横田卓馬、江川清音／司会：黒田知沙
  - Vol.3…会場：チャコットダンスキューブ勝どき／主な出席者：石田晴香、山崎佑美、松波優希、西垣道隆、PRINK／司会：黒田知沙
- ダンサーズカレンダー「社交男子」「社交女子」[4][5]
- ダンス競技会「背すじをピン！と」杯[6]
- 週刊少年ジャンプ「背すじをピン!と〜鹿高競技ダンス部へようこそ〜」（ダンス監修）
- 乃木坂46市來玲奈卒業記念イベント[7]
- 舞台「FOCUS」（エグゼクティブディレクター）[8]…会場：きゅりあん／出演：桐生園加、華耀きらり、岡田サリオ、大西大輔
- Shall we ダンク？[9]…会場：大田区総合体育館／出演：中村昌也、岡田サリオ、市來玲奈[10]
- 「リアル10DANCE舞踏会」[11][12]…会場：ファーストプレイス東京／出演：井上佐藤／司会：黒田知沙
- 「#72振り付けてみた」優秀作品賞受賞(社交ダンスチーム)[13]